# Torsång
Torsång is een plaats in de gemeente Borlänge in het landschap Dalarna en de provincie Dalarnas län in Zweden. De plaats heeft 685 inwoners (2005) en een oppervlakte van 109 hectare.

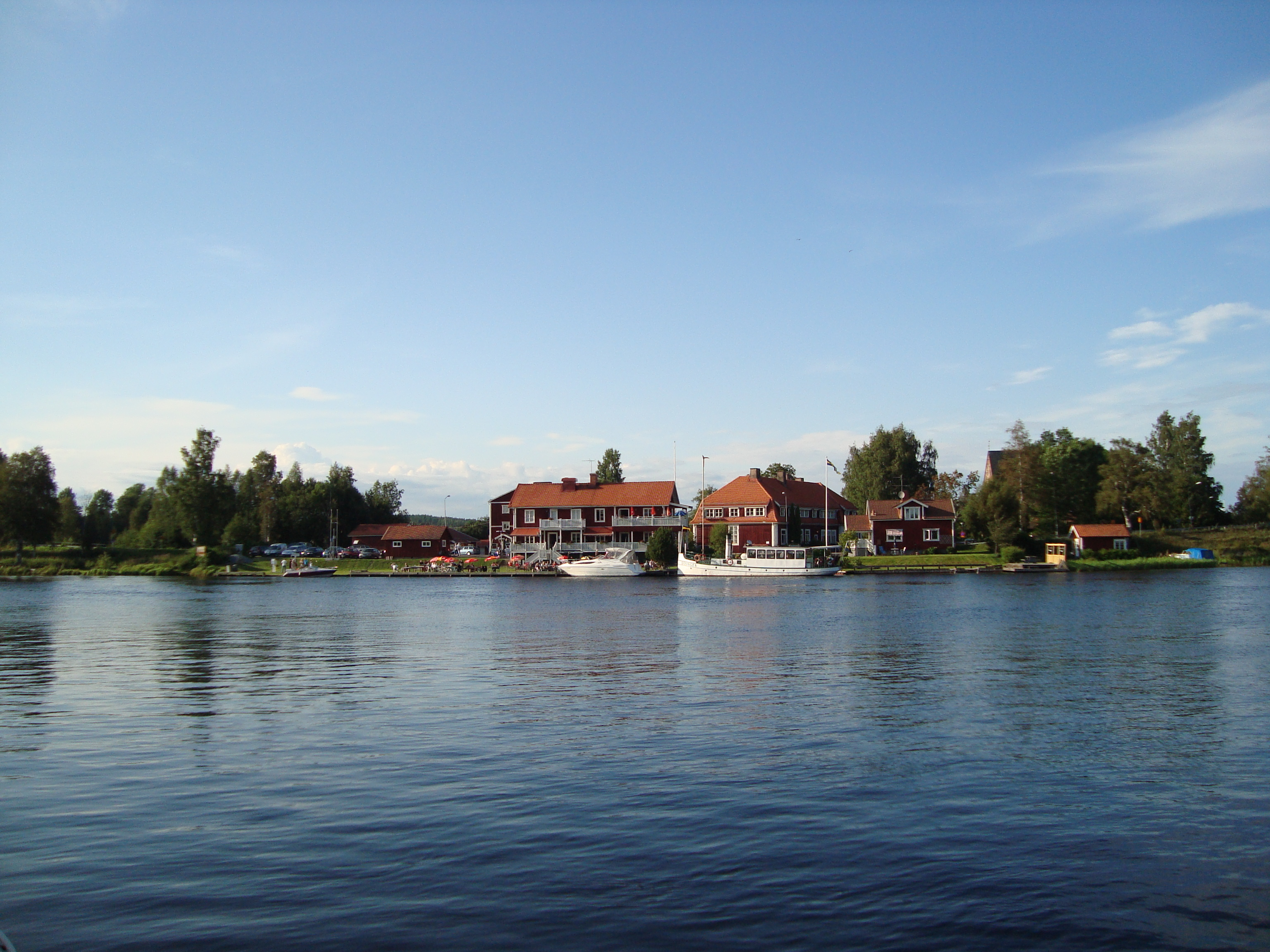
Café in Torsång
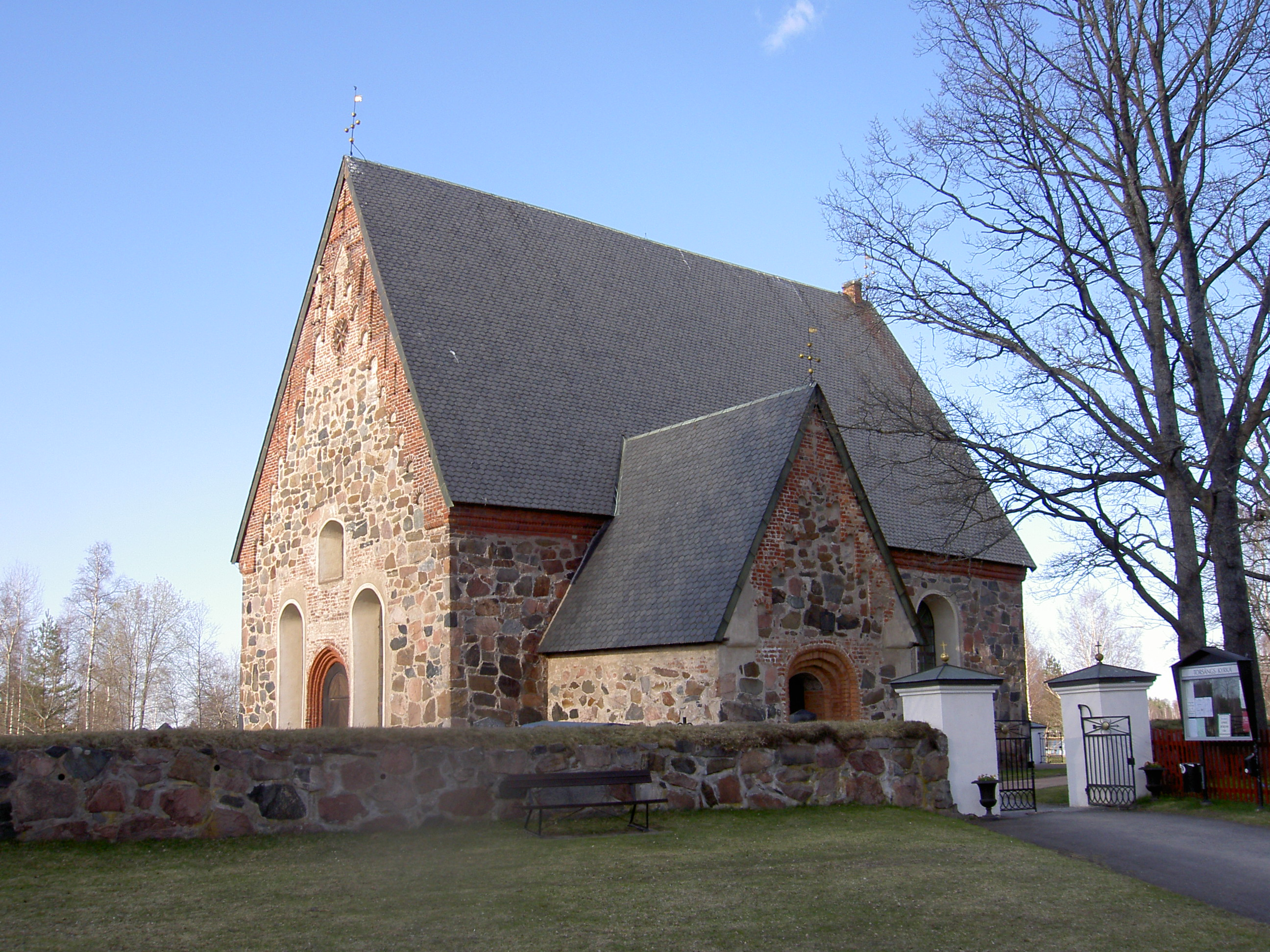
Kerk van Torsång